# 도스 무헤레스, 운 카미노
《도스 무헤레스, 운 카미노》(스페인어: Dos mujeres, un camino)은 1993년 방영된 멕시코의 텔레노벨라이다.